# Armstrong World Industries
Armstrong World Industries, Inc., (NYSE: AWI), är ett ledande amerikanskt tillverkningsföretag på att designa och tillverka golv och innertak. Företaget har 35 verksamhetsorter i tio länder världen över (Australien (2), England (3), Frankrike (2), Indien (1), Kanada (1), Kina (5), Spanien (1), Tyskland (3), USA (22) och Österrike (1)).